# Университет Реджиса
Университет Реджиса (англ. Regis University) — частный иезуитский университет в Денвере, штат Колорадо, США. Основан в 1877 году. Университет предлагает более 120 степеней в трех колледжах по различным предметам, включая образование, гуманитарные науки, бизнес, сестринское дело и технологии.
Является одним из 28 учреждений-членов Ассоциации иезуитских колледжей и университетов США.

## История
В 1877 году группа изгнанных итальянских иезуитов основала небольшой колледж в Лас-Вегасе, штат Нью-Мексико. Иезуиты назвали это учебное заведение колледжем Лас-Вегаса, который в конечном счете стал известен как университет Реджиса.
В 1884 году епископ Денвера пригласил иезуитов создать колледж в Моррисоне, штат Колорадо, где был открыт колледж Святого Сердца. В 1887 году колледж Лас-Вегаса и колледж Святого Сердца объединились и переехали на нынешнее место расположения университета Реджиса. На момент слияния школа называлась Колледж Святого Сердца. Позже, в 1921 году, он получил название колледжа Реджиса в честь святого Иоанна Франциска Реджиса, иезуита 17-го века, который работал с проститутками и бедняками в горах на юге Франции.
В 1991 году колледж Реджиса был переименован в Университет Реджиса.
Нынешним президентом университета является Сальвадор Асевес, первый человек, не являющийся священнослужителем, занявший эту должность.

## Структура
- Колледж Реджис
- Колледж медицинских профессий имени Рюкерта-Хартмана
- Колледж бизнеса и вычислительной техники Андерсона

## Выпускники
- Дьюи Бартлетт — американский политик и бизнесмен, мэр Талсы (2009—2016).
- Билл Мюррей — американский актёр, комик, кинорежиссёр, сценарист и продюсер, лауреат двух премий «Эмми», «Золотого глобуса» и BAFTA.
- Эдвин Фелнер — американский ученый, основатель стратегического исследовательского института The Heritage Foundation.